# Вільнянка (Житомирський район)
Вільня́нка (до 1966 року — Хутір-Вільнянський) — село в Україні, у Коростишівській міській територіальній громаді Житомирського району Житомирської області. Чисельність зареєстрованого населення станом на 1 січня 2022 року становило 95 осіб. У 1923—54 та 1966—2016 роках — адміністративний центр колишньої однойменної сільської ради.

## Загальна інформація
Розташоване за 17 км південно-східніше Коростишева і залізничної станції Коростишів та за 6 км від автошляху Київ—Львів.

## Населення
У 1783 році в поселенні проживало 78 осіб, в середині 19 століття — 286 селян обох статей, з них римокатоликів — 80, у другій половині 19 століття — 364 мешканці, наприкінці 19 століття — 543 особи, з них 277 чоловіків та 266 жінок, дворів — 92, або 490 мешканців та 75 дворів.
Відповідно до результатів перепису населення Російської імперії 1897 року, загальна кількість мешканців села становила 544 особи, з них: православних — 401, римокатоликів — 136, чоловіків — 279, жінок — 265.
На початок 1970-х років село мало 162 двори із населенням 360 осіб.
Відповідно до результатів перепису населення СРСР, кількість населення, станом на 12 січня 1989 року, становила 223 особи. Станом на 5 грудня 2001 року, відповідно до перепису населення України, кількість мешканців села становила 172 особи.

## Історія
Засноване на початку XVIII століття. Згадується у люстрації Київського воєводства 1754 року, належало до коростишівського маєтку, сплачувало із 12 дворів 1 злотий і 26 грошів до замку та 7 злотих і 14 грошів до скарбу.
У середині 19 століття — сільце Радомисльського повіту Київської губернії. Лежало на річці Вілія, за 2 версти нижче від Вільні. Належало до коростишівського маєтку, входило до православної парафії у Вільні. Селяни, разом із войташівцями, були наділені землею під виплату в кількості 207 десятин. За Географічним словником Польського Королівства вільнянських селян було 75, вони отримали під виплату 177 десятин землі. Належало Племяннікову, колишня власність Олізарів.
Наприкінці 19 століття — власницьке сільце Водотийської волості Радомисльського повіту Київської губернії, на річці Дубовець. Відстань до повітового центру, м. Радомисль — 25 верст, до найближчої залізничної станції Попільня — 42 версти, до найближчої поштово-телеграфної станції у Коростишеві — 14 верст, до поштової земської станції у Брусилові — 23 версти. Основним заняттям мешканців було рільництво. У селі числилося 759 десятин землі, з яких 314 десятин належало селянам, 445 десятин — іншим прошаркам населення. Система господарювання — трипільна. В селі були водяний млин, кузня. Пожежна команда мала 2 бочки та 2 багри.
У 1923 році включене до складу новоствореної Хутір-Вільнянської сільської ради, яка 7 березня 1923 року увійшла до складу новоутвореного Брусилівського району Білоцерківської округи; адміністративний центр ради. 13 березня 1925 року, в складі сільської ради, передане до Коростишівського району Житомирської округи.
На фронтах Другої світової війни воювали 87 селян, 41 з них загинули, 66 нагороджені орденами й медалями. У 1962 році на їх честь споруджено пам'ятник.
В радянські часи в селі розміщувалася центральна садиба колгоспу, який обробляв 1 755 га сільськогосподарських угідь, у тому числі 1 402 га ріллі. Господарство вирощувало зернові культури, картоплю, мало розвинуте м'ясо-молочне тваринництво. 27 працівників нагороджені орденами й медалями СРСР. У селі були початкова школа, клуб, бібліотека, фельдшерсько-акушерський пункт.
11 серпня 1954 року, відповідно указу Президії Верховної ради УРСР «Про укрупнення сільських рад по Житомирській області», Хуторо-Вільнянську сільську раду ліквідовано, село підпорядковане Дубовецькій (згодом — Квітнева) сільській раді Коростишівського району Житомирської області. 10 березня 1966 року, відповідно до рішення Житомирського облвиконкому № 126 «Про утворення сільських рад та зміни в адміністративному підпорядкуванні деяких населених пунктів області», в селі відновлено окрему сільську раду. Тоді ж село отримало нову назву — Вільнянка, відповідно сільська рада — Вільнянська.
5 серпня 2016 року увійшло до складу новоствореної Коростишівської міської територіальної громади Коростишівського району Житомирської області. Від 19 липня 2020 року, разом з громадою, в складі новоутвореного Житомирського району Житомирської області.